# Bandar Agung (Pasma Air Keruh)
Bandar Agung is een bestuurslaag in het regentschap Empat Lawang van de provincie Zuid-Sumatra, Indonesië. Bandar Agung telt 1100 inwoners (volkstelling 2010).